# ポイント劇場
ポイント劇場（ポイントげきじょう、英: Point Theatre）は、1988年から2007年まで、アイルランド・ダブリンにあった劇場。別名は「ポイント・デポ」（英: Point Depot）、「ザ・ポイント」（英: The Point）で、コンサートやイベント会場として使われ、200万人以上が利用した。ダブリン・ドックランズ地区、リフィー川沿いのノース・ウォール埠頭に面して立地していた。
劇場は2007年夏に大改装のため閉館し、2008年に "The O2" としてリニューアルオープンした。改装前8,500席だった座席数は、The O2としてのリニューアル・オープン後14,000席に増加した。その後O2アイルランドがスリー・アイルランドに買収されたことに伴い、2014年9月に3アリーナへ再改名されている。
ポイント劇場は、座席構成の柔軟性で知られていた。ミュージック・ホールとしての利用だけでなく、スケートリンク、ボクシング・リング、会議場、展示場、レスリング・リング、劇場、オペラハウス、サーカスの興行などに用いられている。1990年代には3度ユーロビジョン・ソング・コンテストが開かれたほか、1999年にはMTVヨーロッパ・ミュージック・アワードも開催されている。

## 歴史

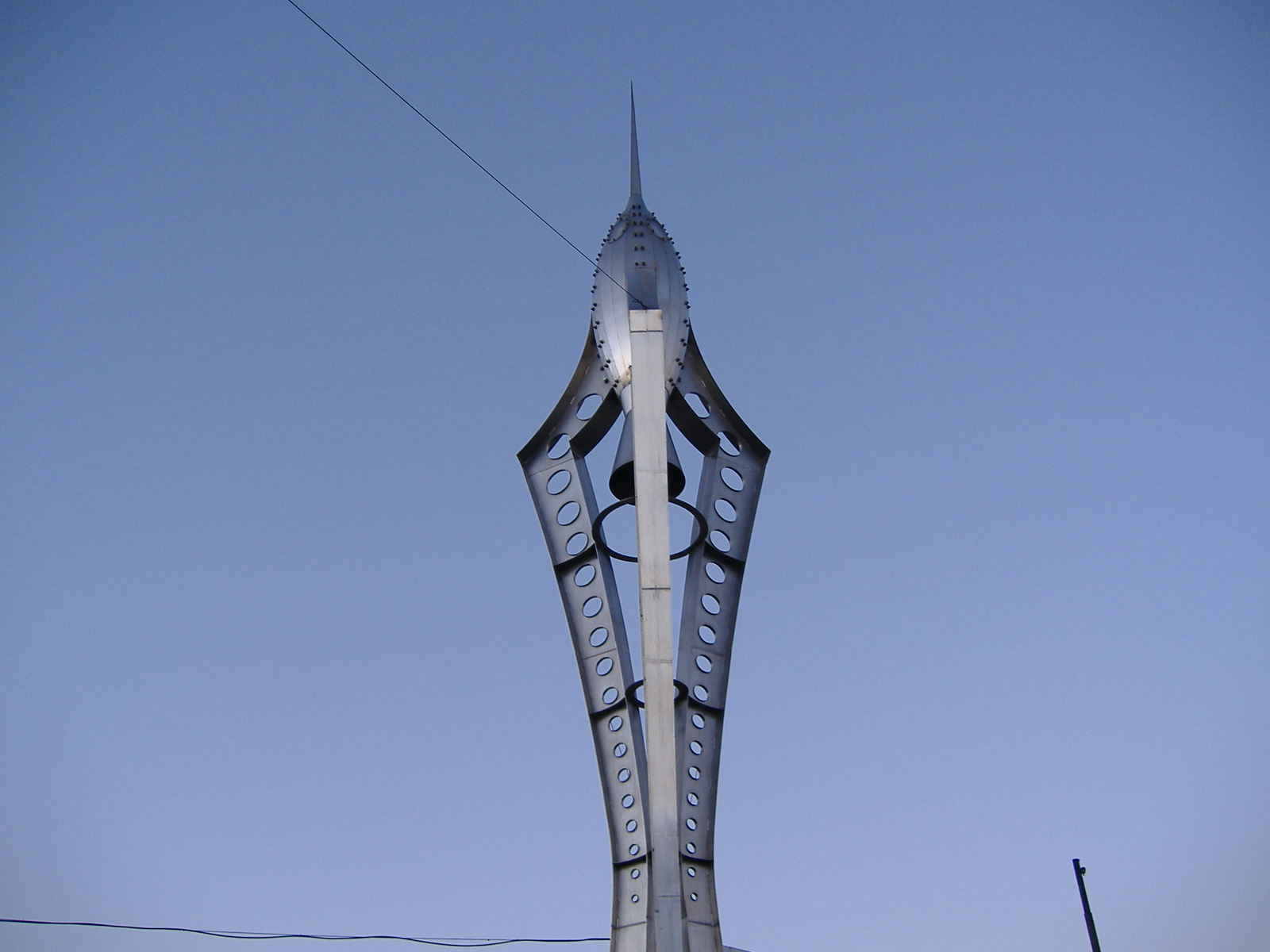
劇場の外に飾られていた「ロケット」（The rocket）

ポイント劇場の建物は、隣接する港の輸送のため、1878年に鉄道駅として建設された。このため鉄道関係者の間では、「ポイント・ストア」（英: "The Point Store"）としても知られている。数年の放置と不使用を経た後、1980年代終わりに地元の開発事業者で、アポロ・リージャー（英: Apollo Leisure、現ライブ・ネイション）所属のハリー・クロスビーによって買い取られ、バルコニー、オフィス、舞台裏設備などが整備された。改装前に、U2はアルバム『魂の叫び』（1988年、英: Rattle and Hum）の2曲目『ヴァン・ディマンズ・ランド』をこの建物で収録し、同名映画中では、『ヴァン・ディマンズ・ランド』と『ディザイアー』 (en) の1シーンで、この劇場が登場している。
ポイント劇場は1988年にオープンした。こけら落としはヒューイ・ルイス&ザ・ニュースの公演で、メリッサ・エセルリッジがサポートアクトを務めた。U2は、ラブタウン・ツアーの終盤、1989年12月26日から31日にかけて、この会場で4夜公演を行った。 12月31日のコンサートは、ラジオ放送で世界中に生中継され、後にiTunesで公式オンラインリリースされている。
この劇場は、1994年、1995年 (Eurovision Song Contest 1995) 、1997年 (Eurovision Song Contest 1997) の3回、ヨーロッパ中で数百万人が視聴したユーロビジョン・ソング・コンテストの会場に用いられ、このコンテストのファイナルを3度開催した唯一の会場になった。またリバーダンスは、1994年のユーロビジョン・ソング・コンテストで、幕間に演じられたのが初演である。
1996年5月11日には、スマッシング・パンプキンズのコンサート中に、17歳のファン、バーナデット・オブライエンが圧死する事故があった。ヴォーカルのビリー・コーガンは、ファンたちに対しけが人が出ると警告していた。事故の後ベーシストのダーシー・レッキーは、「バックステージで女の子が1人死にかけてるの、助けられる人はいない？」と呼びかけたという。この日のショーは中止され、翌夜に予定されていたベルファストでの公演も、彼女の死を悼むため中止された。アイルランド警察は、劇場に設置されたバーが、すし詰めの会場でどうして開いていたか調査すると発表した。
1999年のMTVヨーロッパ・ミュージック・アワード (1999 MTV Europe Music Awards) は、ポイント劇場で11月11日に開催された。ローナン・キーティングがホストを務めた夜には、マライア・キャリー、ザ・コアーズ、ホイットニー・ヒューストン、イギー・ポップ、マリリン・マンソン、ブリトニー・スピアーズなどのパフォーマンスが行われた。この賞のプレゼンターには、アリシア・シルヴァーストーン、ミック・ジャガー、ピアース・ブロスナン、カルメン・エレクトラ、LL・クール・J、メアリー・J. ブライジ、イギー・ポップ、ファン・ラヴィン・クリミナルズ、デズリー、5ive、クリスティーナ・アギレラ、デーモン・アルバーン、ジェリ・ハリウェル、ゲイリー・バーロウらが務めている。この年の最多受賞は、ブリトニー・スピアーズの『ベイビー・ワン・モア・タイム』による、最優秀女性歌手賞、最優秀ポップ音楽賞、最優秀新人賞、最優秀楽曲賞の4賞受賞だった。ボーイゾーンは、アルバム "By Request" (en) で、最優秀英国アイルランド・アクト賞、最優秀アルバム賞を受賞した。
閉館とリニューアル前の最後のイベントは、2007年8月25日に行われた、地元出身のボクサーバーナード・ダンによる、ボクシングの試合だった。プロモーターのブライアン・ピーターズは、このキコ・マルチネス相手のヨーロッパ王座防衛戦を、ボクシングに特化したダブリンのナショナル・スタジアムから、リフィー川沿いのこの劇場に移した。ダンが、ヘビー級の前チャンピオンであるレノックス・ルイスが持っていたこの会場の入場者数記録を破っていたためである。

## 有名なイベント
フランク・シナトラは、1991年10月9日から11日にかけてこの劇場で公演を行った。カイリー・ミノーグは、アルバム『あなたも、M?』（英: Let's Get To It）を引っ提げたヨーロッパツアーの一環で1991年11月に公演を行い、この時の様子が翌年VHSとしてリリースされている。2005年5月には、『ショーガール: ザ・グレーテスト・ヒッツ・ツアー』で、14年ぶりに同劇場での公演を行った。彼女はダブリンで6夜公演を行ったが、これは彼女が乳がんを告白する数週間前のことであった。
アイルランドのバンドウエストライフは、"Where Dreams Come True Tour" (en) の一環で、2001年3月19日から同3月31日まで、この劇場を舞台に13夜連続公演を行い、記録を樹立した。
1992年6月19日、デフ・レパードは、ポイント劇場でヨーロッパツアー "Seven Day Weekend Tour"を開始した。このショーは、デフ・レパードがアメリカ・カナダ以外で行う、初めてのセンターステージ公演 (Theatre in the round) だった。ステージはアリーナの中央に設置され、ステージのどこにでも移動できる回転式のドラムキットや、『ロケット』の最中観客の間を縫うように照らす照明装置が目玉になった。この公演は、国際公演で史上初めてセンターステージ公演を行ったものになった上、スティーヴ・クラークの死後加入したギタリストのヴィヴィアン・キャンベルにとって、初めて行ったフル公演になった。
ニルヴァーナは、アルバム『ネヴァーマインド』を引っ提げた1992年のヨーロッパ夏期ツアーを、1992年6月21日にこの劇場で始め、満員の観衆を前に演奏した。
1992年11月30日、フェイス・ノー・モアは、L7をサポートバンドとして、この劇場でライブを行った。フェイス・ノーモアは、同年5月に、ガンズ・アンド・ローゼズのサポートとして『スレイン・コンサート』 (Slane Concert#1992) に登場している。
ポイント劇場は、1994年のユーロビジョン・ソング・コンテスト (en) で、『リバーダンス』を世界に発信した劇場でもある。
オアシスは、1997年12月3日から5日にかけて "Be Here Now Tour" を行い、チケットは3日連続で完売した。4日・5日の公演ではリアム・ギャラガー不在のため、ノエル・ギャラガーがリード・ヴォーカルを務めた特筆的公演となった。オアシスは2005年12月にもポイント劇場で公演を行っている。この公演の様子は、一部が2007年のロキュメンタリー『ロード・ドント・スロー・ミー・ダウン』に収録されている。
1996年6月27日には、マイケル・フラットレーの『ロード・オブ・ザ・ダンス』が、この会場で初演された。
スパイス・ガールズは、1998年のスパイスワールド・ツアーの一環で、同年2月24日・25日に2公演を行っている。
ニール・ダイアモンドは、1999年2月に、ポイント劇場で6公演を行った。
この劇場は、1999年のMTVヨーロッパ・ミュージック・アワードでホスト会場となり、ローナン・キーティングがプレゼンターを務めた。
2003年には、ラッパーのエイコンが8,000人の聴衆を前に『スクリーム・イベント』（英: "The SCREAM Event"）を行った。このイベントでは、M.V.P と DJ Rankin がサポートを行った。
50セントが2003年にポイント劇場で行ったパフォーマンスは、彼の映画『ゲット・リッチ・オア・ダイ・トライン』で一瞬だけ登場する。
2004年5月8日、シェールは自身のツアー "Living Proof: The Farewell Tour" (en) のヨーロッパ編を、この会場からスタートさせた。
ブリトニー・スピアーズのツアー "The Onyx Hotel Tour" (en) は、ポイント劇場史上最大の客入りとなった。彼女は、2009年夏に、改装後の劇場The O2で、ツアー『ザ・サーカス・スターリング・ブリトニー・スピアーズ』を行っている。
同じく2004年には、パンク・ロックトリオブリンク 182が12月16日に、4年の休止期間前最後となるショーを行った。
プランクシティは、2004年12月28日から30日の3日間と、年をまたいだ2005年1月4日・5日に、再結成コンサートシリーズの一環で公演を行った。
2006年8月23日、パール・ジャムはヨーロッパツアーの皮切りとして、ポイント劇場で6日間の公演を行った。スレイン・コンサートでの演奏に先立ち、彼らはレディング＆リーズ・フェスティバルに出演する予定だったが、ポイント劇場がツアーの始まりにふさわしいと考えて場所を変更した。コンサートの様子は英国・アイルランドでラジオ放送された。

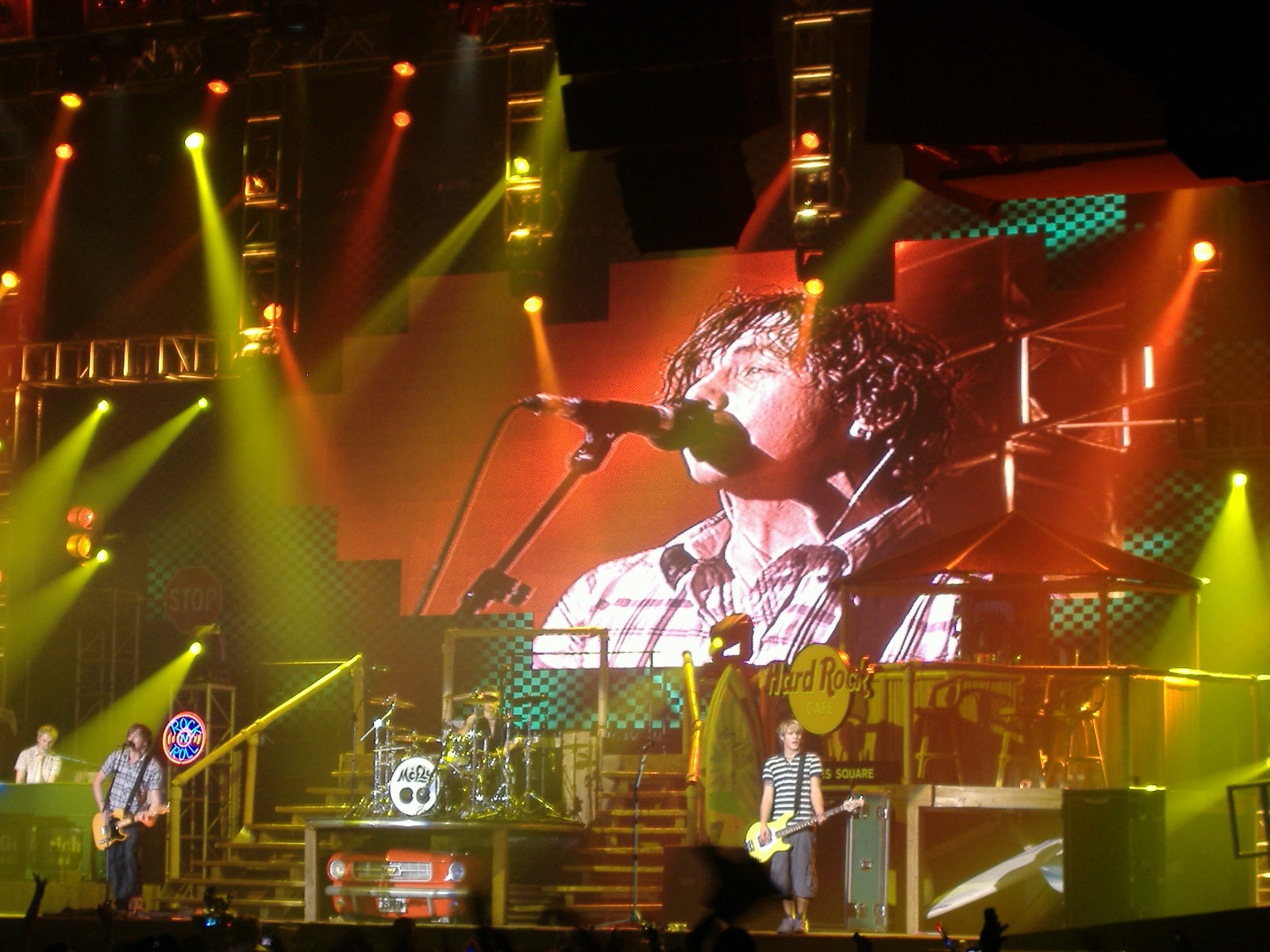
マクフライは2006年にポイント劇場でライブを行った。

ケルティック・ウーマンは、大成功した北米ロングランツアーに引き続き、2006年2月にポイント劇場でアイルランド・デビューコンサートを行った。アイルランドでのグループ初活動は、正確には同じダブリンにあるザ・ヘリックスで行われたが（PBSはこの公演を記録している）、ポイント劇場での公演は、北米を魅了した劇場公演がアイルランドでお目見えするとして注目された。ジェイ・Zも同じ年に公演を行っている。
トゥールは2006年に、アルバム『10,000デイズ』ツアーで、3度目のアイルランド公演を行った。マストドンはこの公演のサポートを務めた。トゥールの公演は、2001年の SFXセンター公演、2002年に、図らずもオズフェストの宣伝となったパンチェスタウン競馬場公演以来のことである。

## ライブ・レコーディング
ポイント劇場は、数々のライブレコーディング会場として長年使われ、様々なライブ・アルバムに登場した。2001年3月19日にリリースされたデヴィッド・グレイのライブ・パフォーマンス・ビデオ『デヴィッド・グレイ: ライブ』は、1999年12月に行われ、チケット完売となった、ポイント劇場でのアイルランド・ツアー千秋楽を収録したものである。デヴィッド・ボウイは、2003年11月22日から24日までこの劇場で開催され、2度の満員興行となった公演を、『ア・リアリティ・ツアー』としてリリースしている。R.E.M.は、2005年2月26日・27日にこの劇場で行った公演を、『R.E.M.ライブ』として、CD・DVDの2枚組で発売している。ブルース・スプリングスティーンは、2007年のアルバム『ライヴ・イン・ダブリン』を、2006年11月17日から19日にかけてライブ録音している。Bell X1のライブ・アルバム "Tour De Flock" (en) は、2006年12月1日に行われチケットが完売した公演を収録したものである。この劇場はザ・コアーズのドキュメンタリー "Home" にも、ツアー『ボロウド・ヘヴン・ツアー』中のサウンド・チェックシーンで登場する。

## スポーツイベント

### ボクシング
ポイント劇場は、地元のボクサーバーナード・ダンがEBUスーパー・バンタム級王座防衛を懸けてキコ・マルチネスと戦った試合を始め、様々なボクシング試合の会場になっている。レノックス・ルイス、ナジーム・ハメド、スティーブ・コリンズ、ウェイン・マッカラーなどもこの会場で試合を行っている。

### レスリング
この劇場では、WWEのスマックダウンやWWE・ロウなどのイベントが何度も開催されていた。

## 批評
ポイント劇場は、サウンド・コントロールや視界の欠点を指摘され続けていた。カウンターやトイレにはいつでも長蛇の列ができ、これは女性用で特に深刻だった。